# Magne Thomassen
Magne Thomassen (Melhus, 1 mei 1941) is een voormalig Noors schaatser.
Magne Thomassen was gedurende tien jaar actief in de internationale schaatssport. Van 1962 tot 1972 deed hij tien keer mee aan de Europese-, negen keer, aan de Wereldkampioenschappen allround en tweemaal aan de WK Sprint en de Olympische Winterspelen (in 1964 en 1968). Hij nam hierbij vier keer plaats op het erepodium van het eindklassement en één keer op een olympische afstand. De hoogste trede mocht Thomassen echter nooit betreden. Wel heeft hij een wereldrecord op de 1500 meter gevestigd en heeft hij de Adelskalender twee dagen aangevoerd. Daarmee heeft hij van alle leiders het kortst aan de top van de lijst gestaan.

## Records

### Persoonlijke records
| Afstand      | Tijd    | Datum            | Baan              |
| ------------ | ------- | ---------------- | ----------------- |
| 500 meter    | 39,8    | 27 januari 1970  | Cortina d'Ampezzo |
| 1000 meter   | 1.21,0  | 20 februari 1971 | Inzell            |
| 1500 meter   | 2.02,5  | 5 februari 1968  | Davos             |
| 3000 meter   | 4.23,1  | 28 januari 1969  | Cortina d'Ampezzo |
| 5000 meter   | 7.22,3  | 1 maart 1969     | Inzell            |
| 10.000 meter | 15.23,3 | 10 maart 1968    | Inzell            |

### Wereldrecords
| Nr. | Afstand    | Tijd   | Datum            | Baan  |
| --- | ---------- | ------ | ---------------- | ----- |
| 1.  | 1000 meter | 1.25,7 | 28 februari 1963 | Oslo  |
| 2.  | 1500 meter | 2.02,5 | 5 februari 1968  | Davos |

### Adelskalender
Van 5 februari 1968 tot 7 februari 1968 was Magne Thomassen aanvoerder van de Adelskalender. Daarmee heeft hij 2 dagen aan de top van de lijst gestaan.
Hieronder staan de persoonlijke records (PR's) waarmee Magne Thomassen aan de top van de Adelskalender kwam en de PR's die hij had staan toen hij van de eerste plek verdreven werd. Tevens zijn de gegevens weergegeven van de schaatsers die voor en na hem aan de top van de lijst stonden.
| Datum      | 500 m | 1500 m | 5000 m | 10.000 m | Punten  | Voorganger / Opvolger |
| ---------- | ----- | ------ | ------ | -------- | ------- | --------------------- |
| 03-02-1968 | 41,7  | 2.03,9 | 7.26,6 | 15.35,2  | 174,420 | Kees Verkerk          |
| 05-02-1968 | 40,0  | 2.02,5 | 7.38,1 | 15.33,5  | 173,318 |                       |
| 07-02-1968 | 40,8  | 2.02,6 | 7.26,6 | 15.35,2  | 173,086 | Kees Verkerk          |

## Resultaten
| Jaar | EK Allround | WK Allround | WK Sprint | Olympische Spelen            |
| ---- | ----------- | ----------- | --------- | ---------------------------- |
| 1962 | 12e         | 15e         |           |                              |
| 1963 | 4e          | 6e          |           |                              |
| 1964 | 6e          |             |           | 21e 500m 9e 1500m            |
| 1965 | 9e          | 8e          |           |                              |
| 1966 |             | NC21        |           |                              |
| 1967 | 6e          | NC17        |           |                              |
| 1968 | Brons       | Zilver      |           | 500m · 4e 1500m · 7e 10.000m |
| 1969 | 6e          | 5e          |           |                              |
| 1970 | 5e          | Zilver      | Brons     |                              |
| 1971 | 5e          | NC17        | 14e       |                              |
| 1972 | 13e         |             |           |                              |

NC# = niet gekwalificeerd voor de laatste afstand, maar wel als # geklasseerd in de eindrangschikking

### Medaillespiegel
| Kampioenschap     | Goud · | Zilver · | Brons · |
| ----------------- | ------ | -------- | ------- |
| EK Allround       | 0      | 0        | 1       |
| WK Allround       | 0      | 2        | 0       |
| WK Sprint         | 0      | 0        | 1       |
| Olympische Spelen | 0      | 1        | 0       |

Rudolf Ericson · Peder Østlund · Jaap Eden · Oscar Mathisen · Ivar Ballangrud · Michael Staksrud · Åke Seyffarth · Nikolaj Mamonov · Hjalmar Andersen · Boris Sjilkov · Dmitri Sakoenenko · Juhani Järvinen · Knut Johannesen · Jonny Nilsson · Per Ivar Moe · Eduard Matoesevitsj · Ard Schenk · Kees Verkerk · Magne Thomassen · Hans van Helden · Vladimir Lobanov · Jan Egil Storholt · Sergej Martsjoek · Vladimir Belov · Eric Heiden · Viktor Sjasjerin · Andrej Bobrov · Nikolaj Goeljajev · Michael Hadschieff · Eric Flaim · Johann Olav Koss · Falko Zandstra · Rintje Ritsma · Gianni Romme · Jochem Uytdehaage · Chad Hedrick · Sven Kramer · Shani Davis · Patrick Roest